# Huseník sudetský
Huseník sudetský (Arabis sudetica) je bíle kvetoucí planě rostoucí rostlina která se z volné přírody České republiky vytrácí. Je to druh rodu huseník a součást komplexu druhu Arabis hirsuta agg. Huseník sudetský bývá považován za synonymum druhu Arabis allionii.

## Rozšíření
Je to vysokohorská bylina rostoucí roztroušeně až vzácně ve východních Alpách, Sudetách, Karpatech, balkánských horách a v Přední Asii. Její hlavní fytogeografickou oblastí je oreofytikum. V Česku, které se nachází na okraji fragmentovaného areálu výskytu, roste huseník sudetský jen ojediněle v Krkonoších a Hrubém Jeseníku.
Rostliny je možno nalézt v subalpínském stupni na vlhkých nebo suchých travnatých svazích kde je poměrně humózní půda. Jen ojediněle se vyskytuje i v blízkosti lidských sídel.

## Popis
Dvouletá nebo po krátkou dobu vytrvalá rostlina s jednou nebo i s více postranními listovými růžicemi, ty které vyrůstají v úžlabí přízemních listů. Z růžic rostou jen květné, obvykle jednoduché lodyhy vysoké 20 až 35 cm. Lodyha bývá holá nebo je pouze ve spodní části porostlá osamocenými krátkými chlupy a občas je nafialověle zabarvená. Listy v růžici jsou oboustranně holé nebo řídce porostlé jednoduchými a dvou až čtyřramennými chlupy na dlouhých stopkách. Lodyžní listy vyrůstají velice hustě, na lodyze jich podle délky bývá 7 až 35, jsou na bázi srdčité, celokrajné nebo plytce a řídce zubaté, oboustranně holé a jen na okrajích chlupaté.
Čtyřčetné květy na stopkách vytvářejí krátké a husté hrozny. Kališní lístky bývají asi 3,5 mm dlouhé a dva vnější jsou vespod slabě vyduté. Bílé obvejčité korunní lístky jsou velké asi 5,5 × 2 mm. Květy kvetou v červnu a červenci. Huseník sudetský je hemikryptofyt s ploidii 2n = 16.
Plody jsou tenké šešule dlouhé 6 až 12 mm rostoucí na vzpřímených stopkách. Jejich chlopně s výraznou střední žilkou jsou mírně vypouklé a hrbolaté, na konci šešule ční trvalá čnělka dlouhá okolo 0,5 mm. Plochá semena asi 1,1 mm dlouhá a 0,8 mm široká mají po obvodě úzký křídlatý lem.

## Ochrana
Huseník sudetský roste v České republice jen na několika nevelkých lokalitách a jeho výskyt je považován za vzácný. Aby se zamezilo úplnému vymizení z české přírody je chráněn zákonem. V "Seznamu zvláště chráněných druhů rostlin" stanoveném vyhláškou Ministerstva životního prostředí ČR č. 395/1992 Sb. ve znění vyhl. č. 175/2006 Sb., stejně jako v "Červeném seznamu cévnatých rostlin České republiky" z roku 2012, byl vyhlášen za druh kriticky ohrožený (§1) a (C1r).